# Granulobasidium vellereum
Granulobasidium vellereum — вид грибів, що належить до монотипового роду  Granulobasidium.

## Поширення та середовище існування
Патоген рослин, що називають білою гниллю колод покритонасінних рослин та живих дерев. Був виявлений у Швеції та Данії, а також у Північній Америці.